# Constitución (Uruguay)
Pour les articles homonymes, voir Constitución.
Constitución est une ville et une municipalité de l'Uruguay située dans le département de Salto. Sa population est de 2 844 habitants.

## Histoire
Constitución a été fondée le 11 juillet 1852.

## Population
| Année | Population |
| ----- | ---------- |
| 1963  | 2 425      |
| 1975  | 3 671      |
| 1985  | 2 954      |
| 1996  | 2 803      |
| 2004  | 2 844      |

,

## Gouvernement
Le maire de la ville est Sergio García da Rosa.